# Генцел, Джейк
Джейк Генцел (англ. Jake Guentzel; род. 6 октября 1994, Омаха, Небраска) — американский хоккеист, выступающий на позиции центрального и левого крайнего нападающего за клуб Национальной хоккейной лиги «Тампа-Бэй Лайтнинг».

## Карьера
На юниорском уровне выступал за «Су-Сити Маскетирс» в USHL, а также за хоккейный клуб Небрасского университета в Омахе. На драфте НХЛ 2013 был выбран в 3-м раунде под общим 77-м номером клубом «Питтсбург Пингвинз». 23 мая 2016 года подписал 3-летний контракт новичка с «Питтсбургом». Дебютировал в НХЛ 21 ноября 2016 года в матче против «Нью-Йорк Рейнджерс», в котором забил два гола. 16 апреля 2017 года в матче плей-офф Кубка Стэнли забил три гола в ворота «Коламбус Блю Джекетс» и стал первым в истории «Пингвинз» новичком оформившим хет-трик в матче плей-офф. Во втором матче серии второго раунда розыгрыша Кубка Стэнли 2017 против «Вашингтон Кэпиталз» забил две шайбы и побил рекорд Брайана Раста по количеству голов в плей-офф среди новичков «Питтсбурга».
22 апреля 2018 года в шестом матче серии первого раунда плей-офф против «Филадельфии Флайерз», Джейк Генцел оформил «натуральный покер» и стал третьим игроком в истории НХЛ, забившим четыре шайбы подряд в матче плей-офф. Всего в плей-офф 2018 набрал 21 очко в 12 матчах и после двух раундов был лучшим бомбардиром вместе с одноклубником Сидни Кросби.
27 декабря 2018 года подписал с «Питтсбургом» новый контракт сроком на 5 лет и на общую сумму $ 30 млн. В сезоне 2018/19 впервые в своей профессиональной карьере достиг отметки в 40 заброшенных шайб и стал лучшим снайпером «Питтсбурга» в регулярном чемпионате.
7 марта 2024 года был обменян в «Каролину Харрикейнз» вместе с защитником Таем Смитом на форвардов Майкла Бантинга, Василия Пономарева, Вилле Койвунена и Круза Люциуса, а также условные выборы в 2-м и 5-м раундах драфта-2024.
30 июня 2024 года был обменян в команду «Тампа-Бэй Лайтнинг» на выбор в третьем раунде драфта 2025 года. 1 июля подписал семилетний контракт с новым клубом на сумму $63 млн.

## Личная жизнь
Джейк Генцел родом из хоккейной семьи. Отец Джека, Майк Генцел выступал за хоккейную команду Университета Миннесота, также в сезоне 1984/85 провёл 4 матча за клуб Американской хоккейной лиги «Нью-Хейвен Найтхокс», а с 1988 года занимается тренерской деятельностью. У Джека Генцела есть два старших брата Райан и Гэйб. Райан Генцел играл за Университет Нотр-Дам, а Гэйб с 2016 года выступает за клуб Немецкой хоккейной лиги «Аугсбургер Пантер».

## Статистика
| Легенда | Легенда                    | Легенда | Легенда                   | Легенда | Легенда    |
| ------- | -------------------------- | ------- | ------------------------- | ------- | ---------- |
| И       | Количество проведённых игр | Штр     | Штрафное время            | +/−     | Плюс-минус |
| Г       | Голы                       | П       | Голевые передачи          | О       | Очки       |
| -       | Статистика неизвестна      | —       | Статистика не учитывалась |         |            |

## Награды

### Командные
| Год  | Команда              | Достижение            |
| ---- | -------------------- | --------------------- |
| 2017 | «Питтсбург Пингвинз» | Кубок Стэнли          |
| 2017 | «Питтсбург Пингвинз» | Приз Принца Уэльского |

### Личные

#### НХЛ
| Год  | Команда            | Достижение                    |
| ---- | ------------------ | ----------------------------- |
| 2022 | Питтсбург Пингвинз | Участник матча всех звёзд (1) |

#### АХЛ
| Год  | Команда                         | Достижение                        |
| ---- | ------------------------------- | --------------------------------- |
| 2017 | «Уилкс-Барре/Скрэнтон Пингвинз» | Попадание в команду новичков года |

#### Юниорские
| Год  | Команда             | Достижение          |
| ---- | ------------------- | ------------------- |
| 2013 | «Су-Сити Маскетирс» | Лучший новичок года |